# هودان سعيد عيسى
هودان سعيد عيسى (بالصومالية: Hodan Saciid Ciise) هي سفير النوايا الحسنة لصندوق الأمم المتحدة للسكان في أرض البنط. وهي السيدة الأولى السابقة لبونتلاند، زوجة عبد الولي محمد علي ، الرئيس السابق لبونتلاند .  

## حياتها مبكرة والتعليم
هودان عيسى ، ولدت في هرجيسا ، الصومال. حصلت على درجة الدكتوراه في الاقتصاد من جامعة جورج ماسون في فيرجينيا ، إلى جانب درجتي ماجستير ، واحدة في الاقتصاد والأخرى في التنمية الدولية ، من جامعة أوهايو. أدت مساهماتها في الأوساط الأكاديمية إلى الاعتراف بها كأستاذة فخرية مساعدة إكلينيكية في جامعة كلية بوفالو للإدارة.
تشاركت هودان بنشاط في العمل الخيري. وشاركت في تأسيس وعضوية مجلس إدارة مؤسسة الصحة العقلية الصومالية ومقرها الولايات المتحدة، والتي تركز على تحسين دعم الصحة العقلية للمجتمع الصومالي. بالإضافة إلى ذلك ، فهي تشغل منصبًا في مجلس إدارة البنك المركزي الصومالي ، مما يدل على مشاركتها في القطاع المالي.
ويتجلى تفاني هودان عيسى في دعم اللاجئين في التكيف مع حياتهم الجديدة من خلال دورها كمؤسسة لمنظمة (H.E.A.L) ، وهي منظمة غير ربحية مقرها في بوفالو ، نيويورك. تلتزم منظمة (HEAL) بمساعدة اللاجئين على الاستقرار في مجتمعاتهم الجديدة وتزويدهم بالدعم اللازم.

## السيدة الأولى لأرض البنط
تحملت هودان عيسى اللقب المشرف للسيدة الأولى في بونتلاند ، مما توضح مكانتها البارزة داخل البلاد. وهي زوجة عبد الولي محمد علي غاس ، الرئيس السابق لأرض البنط.

### سفيرة النوايا الحسنة لصندوق الأمم المتحدة للسكان

الدكتورة هودان عيسى هي سفيرة النوايا الحسنة لصندوق الأمم المتحدة للسكان في أرض البنط لحملة التعجيل بالحد الخفض من وفيات الأمهات في إفريقيا (CARMMA). جروي

في 30 يناير 2019 ، قام رئيس أرض البنط ، سعيد عبد الله دني ، بتكريم ممثل صندوق الأمم المتحدة للسكان في الصومال نيكولاي بوتيف وهودان سعيد عيسى ، السيدة الأولى السابقة لأرض البنط ، مع جوائز لقيادتها الاستثنائية وتفانيها في التنمية المؤسسية المستدامة في أرض البنط. تعمل هودان عيسى أيضًا كسفيرة للنوايا الحسنة لصندوق الأمم المتحدة للسكان في بونت لاند لحملة التعجيل بخفض وفيات الأمهات في أفريقيا (CARMMA).